# Rutino
Rutino – miejscowość i gmina we Włoszech, w regionie Kampania, w prowincji Salerno.
Według danych na rok 2004 gminę zamieszkiwało 919 osób, 102,1 os./km².